# Japanische Badmintonmeisterschaft 1953
Die Japanische Badmintonmeisterschaft 1953 war die siebente Austragung der nationalen Titelkämpfe im Badminton in Japan. Sie fand in Tokio statt.	

## Titelträger
| Disziplin    | Sieger                         |
| ------------ | ------------------------------ |
| Herreneinzel | Fumio Mochizuki                |
| Dameneinzel  | Tomiko Arakawa                 |
| Herrendoppel | Yoshiro Sato Shigeru Yamasaki  |
| Damendoppel  | Utako Kobayashi Tomiko Arakawa |
| Mixed        | Hirotoshi Shibuya Nobu Kojima  |